# Ments brillants
Ments brillants (títol original en francès, Première Année) és una pel·lícula de comèdia dramàtica francesa de 2018 escrita i dirigida per Thomas Lilti. S'ha doblat i subtitulat al català.

## Repartiment
- Vincent Lacoste: Antoine Verdier
- William Lebghil: Benjamin Sitbon
- Alexandre Blazy: Simon Sitbon
- Michel Lerousseau: Serge
- Darina Al Joundi: Martine
- Benoît Di Marco: François
- Graziella Delerm: Annick
- Guillaume Clerice: Vincent Grimaldi
- Noémi Silvania: Nenni
- Luc Gentil: el degà de la universitat
- Vanessa Dolmen: periodista de CNews

## Premis i reconeixements

### Nominacions
- César 2019:
  - César al millor actor revelació per a William Lebghil